# Cô Tô (huyện in Quảng Ninh)
Cô Tô is een huyện in de provincie Quảng Ninh. Cô Tô ligt in het noorden van Vietnam en is een district dat bestaat uit meer dan vijftig eilanden. Het belangrijkste eiland is Cô Tô, waarop twee administratieve eenheden bevinden, te weten de thị trấn Cô Tô en xã Đồng Tiến. De oppervlakte van Cô Tô bedraagt in totaal 46,2 km². In Cô Tô heeft in totaal 5281 inwoners.
In totaal heeft Cô Tô drie administratieve eenheden. Naast thị trấn Cô Tô en xã Đồng Tiến is dit ook nog xã Thanh Lân. Thanh Lân ligt op het eiland Thanh Lân.

## Eilanden
De meeste eilanden zijn rotsen die boven de zeespiegel uitsteken, sommige eilanden zijn bewoond. De eilanden zijn onder meer: 
Cô Tô Con · Cô Tô · Cồn Ba Đỉnh Con · Cồn Chân Kiểng · Cồn Chân Miếu · Còn Con Ngựa · Cồn Đá Xếp Cao · Cồn Đá Xếp Thấp · Cồn Đuôi Cá Chép · Cồn Gạc Hươu · Cồn Hang Chuột · Cồn Ngoài · Cồn Sao Nhỏ · Cồn Tai Khỉ · Cồn Vó Ngựa · Đá Bắc Ba Đỉnh · Đá Chân Hương · Đá Chuột Nhắt · Đá Nam Ba Đỉnh · Đá Ngầm Nam · Đá Ngầm Sâu · Đá Quả Thông Già · Đá Sao Đêm · Đá Sư Tử · Đá Thiên Môn · Đá Thoải · Đá Xấu Hổ · Đảo Trần (Lo Chúc San) · Chàng Tây · Đảo Chằn · Tây Chàng) · Hai Hòn Ngoài · Hòn Ba Bái · Hòn Ba Đỉnh · Hòn Bắc Bồ Cát · Hòn Bắc Đẩu · Hòn Bát Hương · Hòn Bầu Rượu · Hòn Bảy Âm Dương · Hòn Bảy Sao · Hòn Bồ Cát · Hòn Cá Chép · Hòn Cá chép Con · Hòn Chòi Canh · Hòn Cồn · Hòn Con Chuột · Hòn Cồn Răn · Hòn Đá Thủng · Hòn Đặng Vạn Châu · Hòn Đèn · Hòn Đồi Mồi · Hòn Đuôi Núi Nhọn · Hòn Hang Thông · Hòn Khe · Hòn Khe Con · Hòn Khe Trâu · Hòn Khoai Lang · Hòn Khói · Hòn Kim Sa · Hòn Ngang · Hòn Ngập Nước · Hòn Ngựa Bé · Hòn Nhạn Xanh · Hòn Núi Nhọn · Hòn Sao Hỏa · Hòn Sao Mộc · Hòn Sao Thổ · Hòn Sao Thủy · Hòn Thoải Rơi · Hòn Vàn Thầu · Hòn Vàng Thoải · Hòn Vệ Tinh · Thanh Lân · Vụng Tràng Đông

## Geschiedenis
Zowel Vietnam als de Volksrepubliek China deden aanspraak op de eilandengroep. In 1832 is bepaald, dat de eilanden bij Tonkin hoorden. Later kwam Tonkin bij de Unie van Indochina, dat later weer splitste in Noord en Zuid-Vietnam, Cambodja en Laos.
Tijdens de kolonisatie door Frankrijk werd Cô Tô onderverdeeld in vijf delen, die werden vernoemd naar windstreken, noord, west, zuid, oost en een centraal deel. In 1964 werden twee xã's toegevoegd aan thị xã Cẩm Phả.

## Economie
De bevolking van het district Cô Tô is voornamelijk afhankelijk van visserij.